# محوطه پیلانسه
محوطه پیلانسه مربوط به دوران‌های تاریخی پس از اسلام است و در شهرستان رودسر، بخش رحیم آباد، روستای مؤمن زمین واقع شده و این اثر در تاریخ ۲ بهمن ۱۳۸۲ با شمارهٔ ثبت ۱۰۷۳۶ به‌عنوان یکی از آثار ملی ایران به ثبت رسیده است.